# ريتشارد كاميرون فريمان
ريتشارد كاميرون فريمان (بالإنجليزية: Richard Cameron Freeman)‏ هو قاضي ومحامي أمريكي، ولد في 14 ديسمبر 1926 في أتلانتا في الولايات المتحدة، وتوفي بنفس المكان في 22 أغسطس 1999.